# Lagan (Zweden)

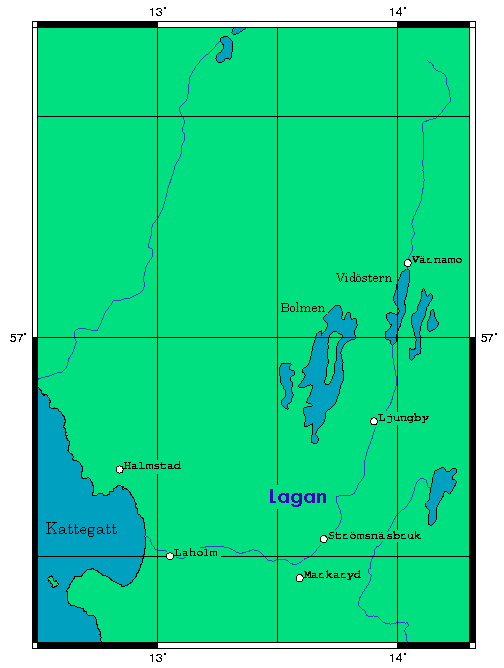
De ligging van de Lagan

De Lagan is een rivier in het zuiden van Zweden. De rivier is 244 km lang en is hiermee de langste rivier in het zuiden van Zweden.
De rivier start in de buurt van Taberg stroomt onder andere door de stad Ljungby en eindigt bij Mellbystrand in de Baai van Laholm een deel van het Kattegat.

## Een aantalzijrivieren en aftakkingen
- Bolmån
- Skålån
- Kvarnån
- Gärdessjön
- Kassasjön
- Norra Fyllen